# Examen Nacional de Aspirantes a Residencias Médicas
El Examen Nacional de Aspirantes a Residencias Médicas (ENARM), es una prueba aplicada anualmente y regulada en México por la Comisión Interinstitucional para la Formación de Recursos Humanos para la Salud (CIFRHS). Tiene el objetivo de seleccionar a los médicos mejor preparados para realizar los cursos de especialización médica en las plazas disponibles dentro del territorio mexicano.

## CIFRHS
La Comisión Interinstitucional para la Formación de Recursos Humanos para la Salud (CIFRHS) es un organismo colegiado interinstitucional que tiene el propósito de identificar las áreas de coordinación entre las instituciones educativas y las de salud, así como entre el Sector Educativo y el Sector Salud, en el proceso de formación de recursos humanos para la salud que requiera el Sistema Nacional de Salud. Asimismo, es un órgano de consulta de la Secretaría de Educación Pública y de la Secretaría de Salud, así como de otras dependencias e instituciones del Sector Público. (Art. 1.º y 3.º del Acuerdo Presidencial).[cita requerida]